# Metopomyza flavonotata
Metopomyza flavonotata är en tvåvingeart som först beskrevs av Alexander Henry Haliday 1833.  Metopomyza flavonotata ingår i släktet Metopomyza och familjen minerarflugor.
Artens utbredningsområde är Irland. Arten är reproducerande i Sverige. Inga underarter finns listade i Catalogue of Life.